# 벨뷰광장
벨뷰 광장(독일어: Bellevueplatz 벨뷰플라츠[*], “아름다운 광경”을 의미하는 프랑스어 bellevue에서)는 1856년에 지어진 스위스 취리히의 마을 광장이다. 북쪽에 있는 이전 그랜드호텔 벨뷰(Grandhotel Bellevue)의 이름을 따서 명명된 이곳은 1881년부터 1887년 사이에 건설된 취리히 부두의 확장뿐만 아니라 취리히의 도로와 대중교통의 교차 지점 중 하나이다.

## 지리
벨뷰는 벨뷰의 남쪽에 있는 훨씬 더 큰 젝세로이텐 광장(Sechseläutenplatz) 옆에 위치해 있다. 동쪽에는 취리히 호숫가에 있는 콰이교(Quaibrücke, 키 다리)가 있으며, 호수에서 리마트강으로 유출되는 곳 옆에 있다. 북쪽에는 강둑을 따라 이어지는 거리인 리마트콰이가 있다. 서쪽에는 호숫가 부두인 우토콰이(Utoquai)가 있다. 광장은 동쪽으로 씨아터스트라세(Theaterstrasse), 북쪽으로 레미스트라세(Rämistrasse), 남쪽으로 쇠크스트라세(Schoeckstrass) 거리로 둘러싸여 있다. 광장은 슈타델호펜역에서 북서쪽으로 약 200m 떨어져 있다.

## 교통
광장은 취리히 트램 라인 2, 4, 5, 8, 9, 11, 15와 지역 버스 라인 912 및 916의 연결점 중 하나이며, 시청사와 호히슐렌 구역 사이의 경계이다. 광장은 인접한 젝세로이텐 광장이 공공 사용을 위해 2013년에 재건될 때까지 레크리에이션을 위한 공공 광장으로 고전적인 의미로 사용되지 않았다.

## 볼거리
젝셀로이텐 광장과 부두 외에도 작가와 취리히 보헤미아니즘이 만나는 카페 오데온, 크로넨할레 및 포어더러 슈터낸 레스토랑, 리마트키 및 리마트강을 따라 하류의 기타 명소가 있다.

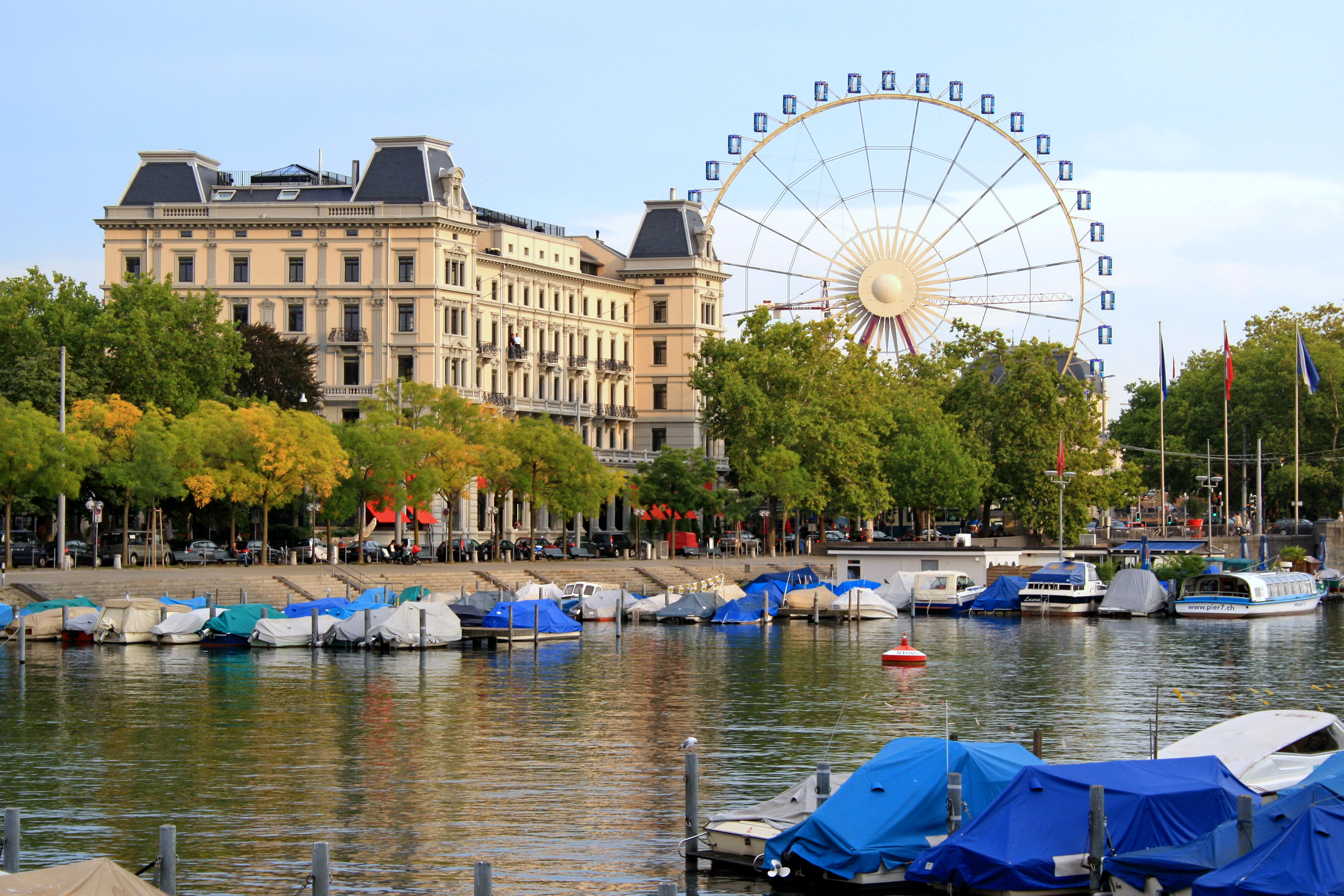
하우스 벨뷰
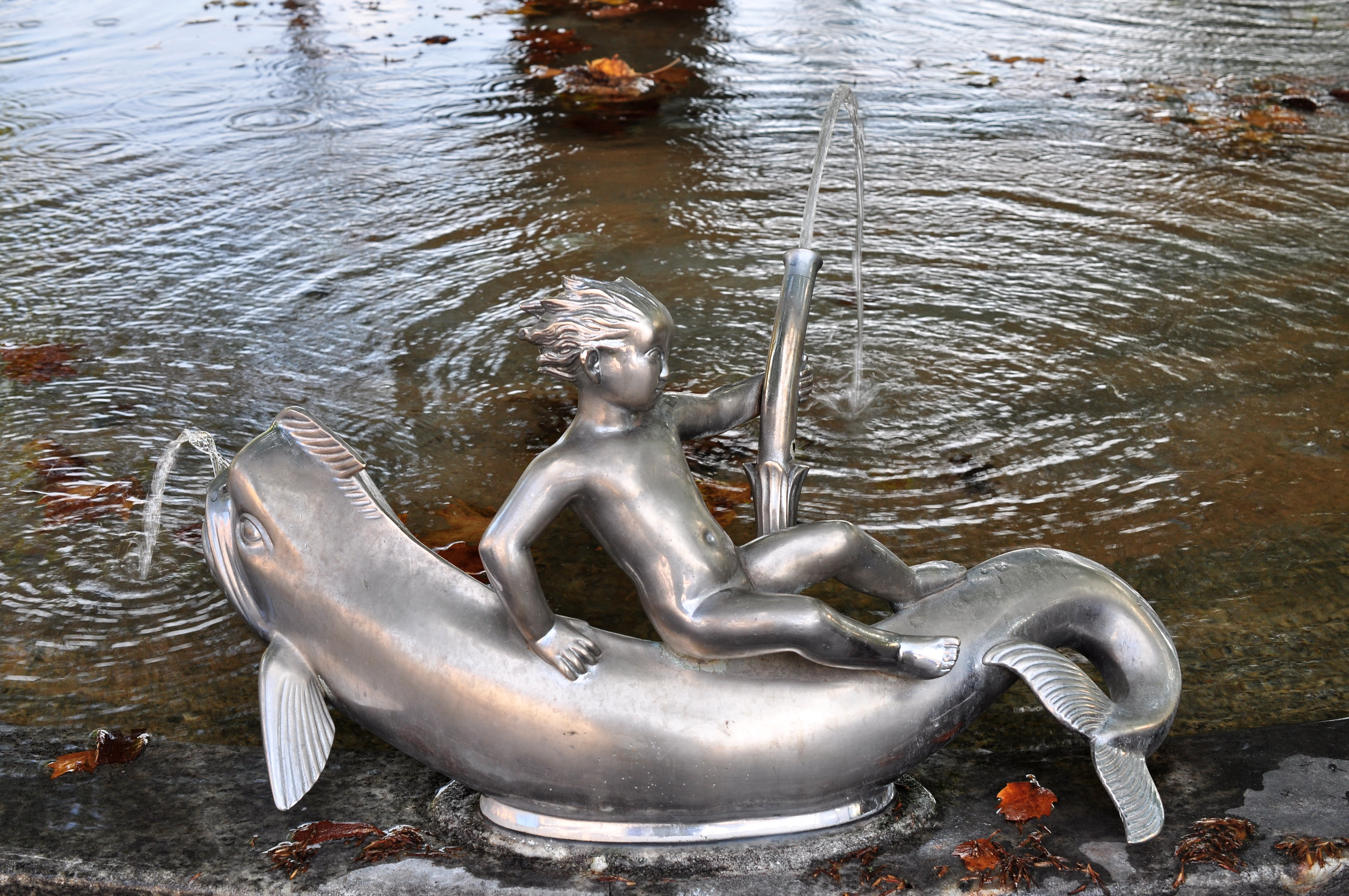
벨뷰에서 두 잔의 분수 조각품
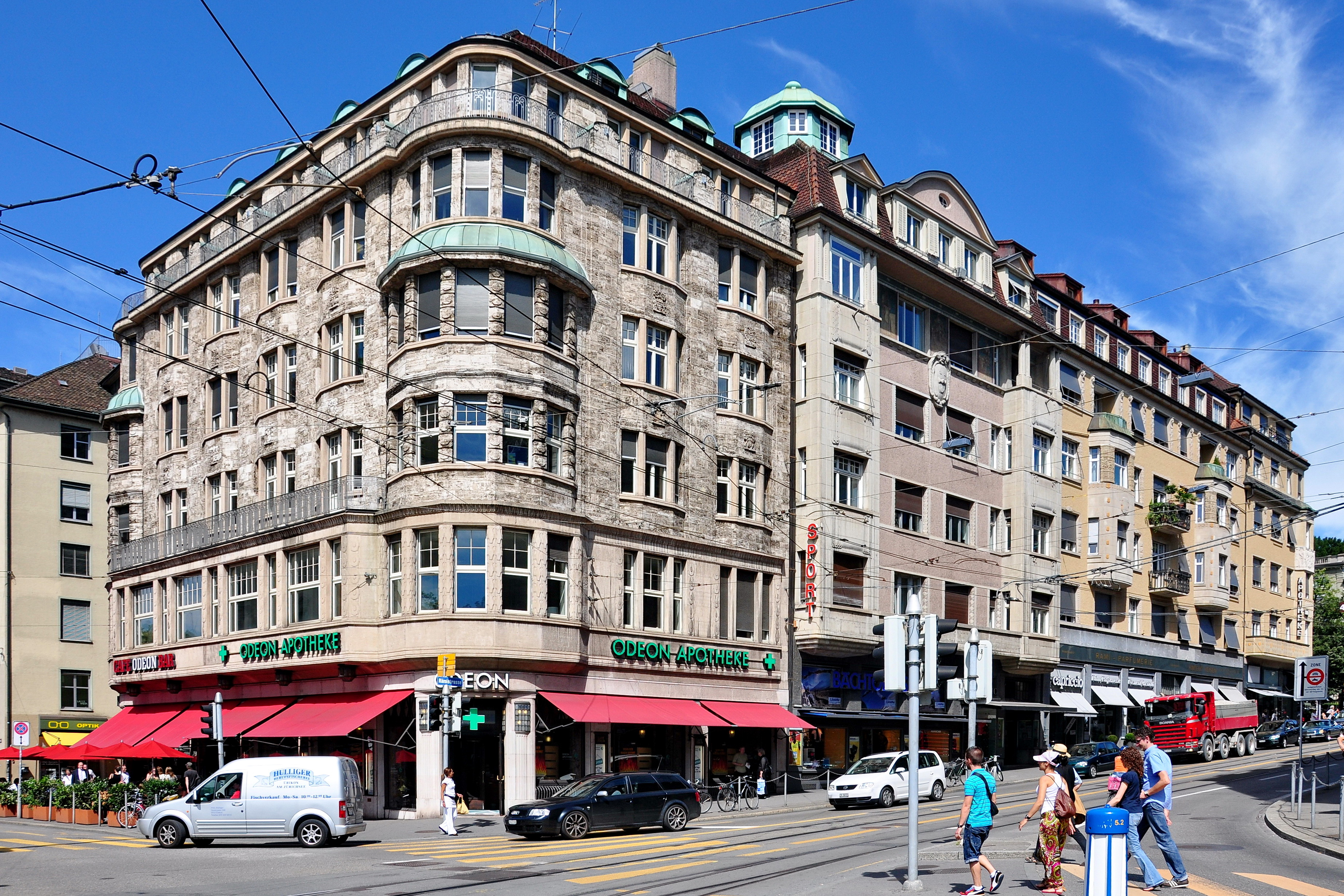
카페 오데온(Cafe Odeon)은 취리히의 보엠, 리마트콰이/레미스트라스에서 가장 잘 알려진 만남의 장소 중 하나
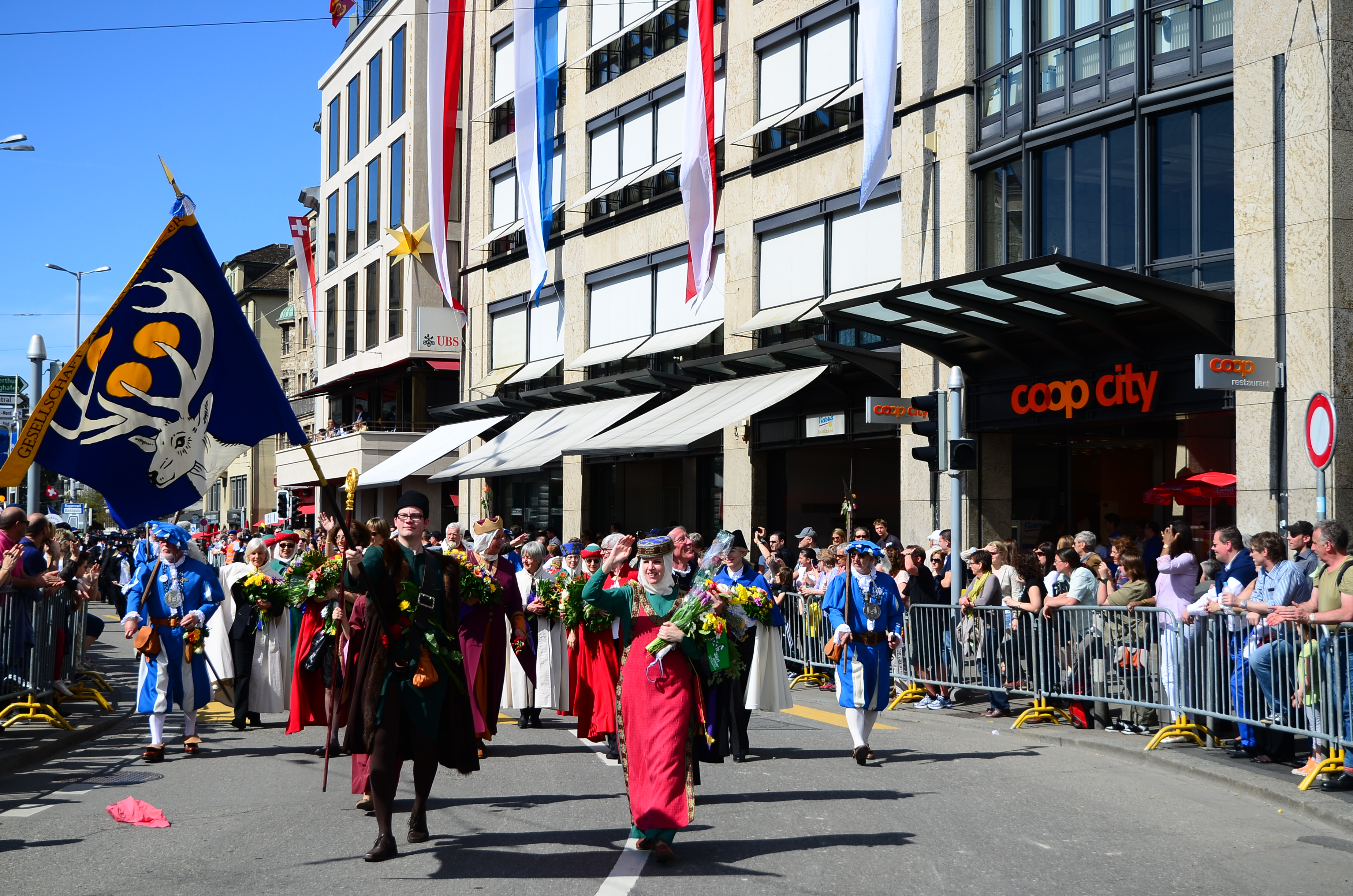
프라우뮌스터 협회, 2013년 젝세로이텐

유서 깊은 트램 정류장 건물에는 2개의 스낵바와 키오스크, 공중 화장실 ZüriWC, 취리히 교통망(ZVV) 대중 교통 회사의 매표소가 있다.

## 역사
한때 리마트강과 취리히 호수 사이의 늪지대에 위치한 취리히 호수 주변의 선사시대 말뚝 주거지는 신석기 시대와 청동기 시대로 거슬러 올라간다. 그들은 작은 섬과 반도에 지어졌으며, 린트와 요나에 의한 간헐적인 홍수로부터 보호하기 위해 더미 위에 세워졌다. 취리히–엥게 알펜콰이는 취리히 지자체인 엥게의 취리히 호수 호숫가에 위치해 있다. 인근에는 약 0.2k㎡ 면적의 호수 방류에 있는 반도였던 클라이너 하프너와 그로서 하프너의 유사한 정착지가 이웃했다. 현재 취리히 시내에 있다. 정착지는 유네스코 세계 문화 유산 알프스 주변의 선사시대 말뚝 주거지와 스위스 국가 및 지역 중요문화재 목록에 등재되어 있다.

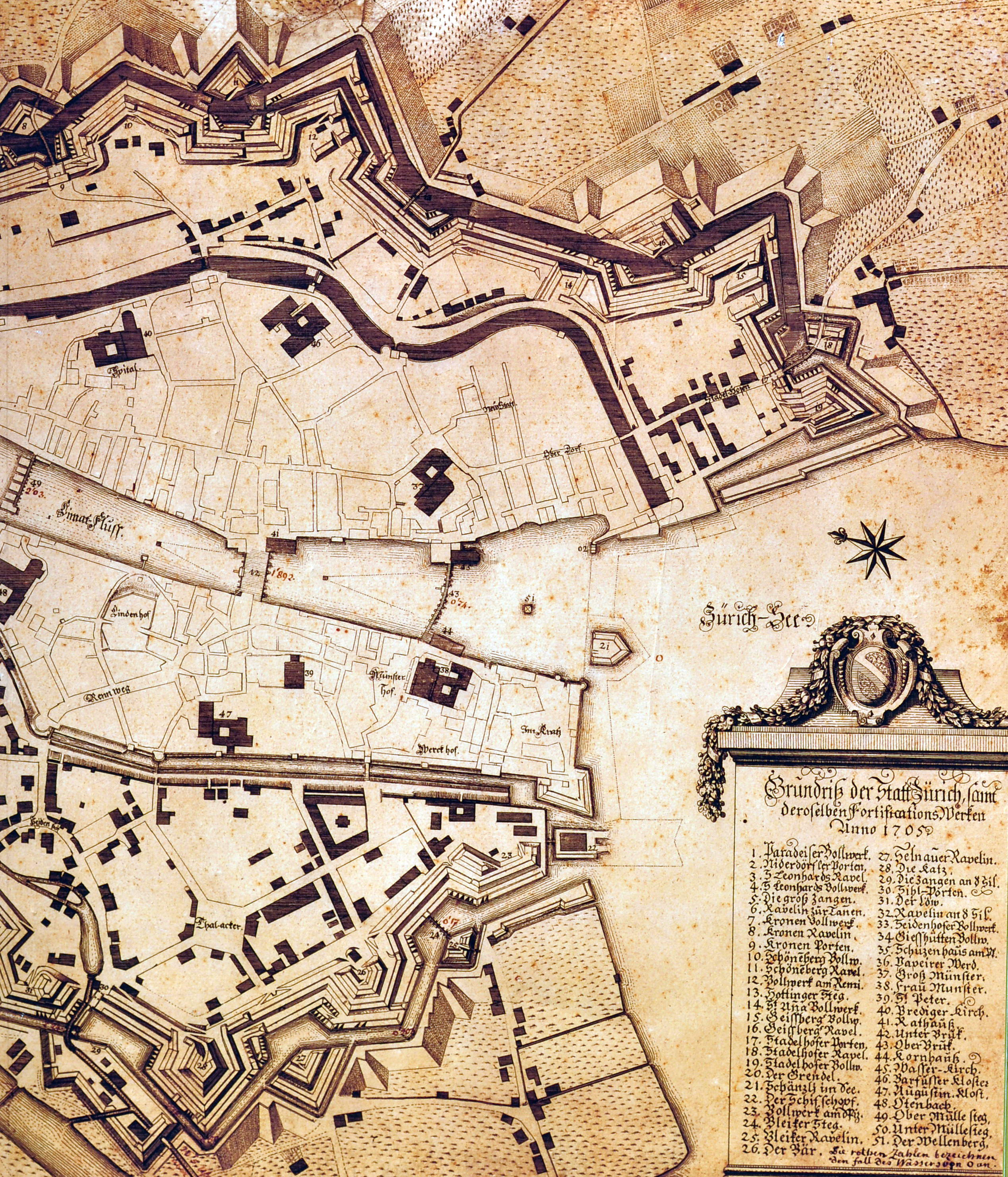
1705년에 그 지역을 보여주는 요한 하인리히 보겔의 동판 인쇄

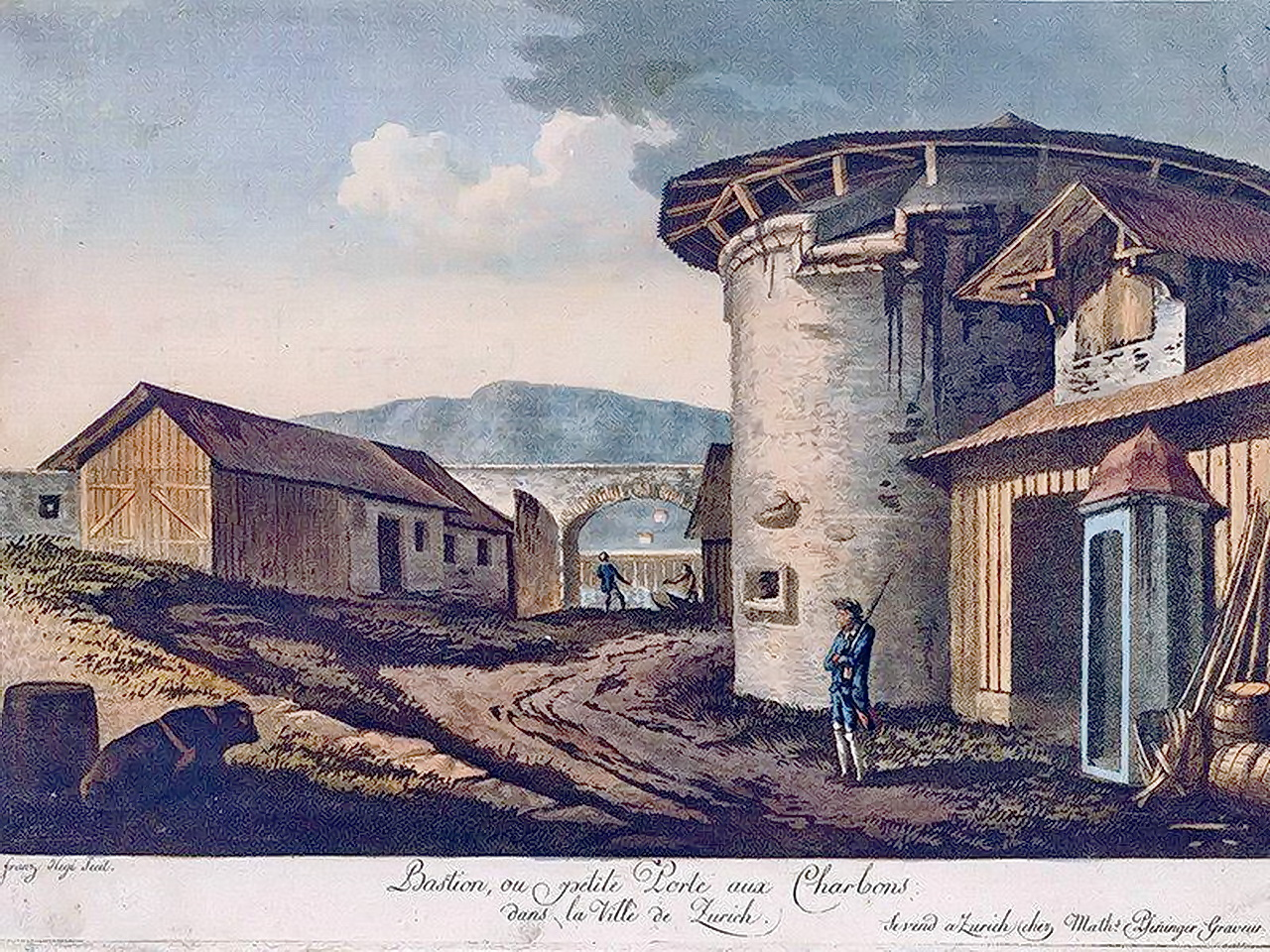
1795년 현재의 젝셀로이텐 광장, 프란츠 헤기와 마티아스 페닝거의 코흘레푀르틀리 문

1558년에서 1562년 사이에 흉벽이 있는 둥근 아우프 도르프 요새가 리마트키와 레미스트라세가 만나는 현재 벨뷰플라츠의 위치에 세워졌다. 구조적으로, 그것은 도시 요새의 랑게뇌를리스투름과 연결되었으며, 원래는 거의 전체가 취리히 호수의 물로 둘러싸여 있었다. 보루는 허점이 있는 케이스메이트와 호수의 공격자로부터 방어하기 위한 포병용 플랫폼으로 구성되었다. 그것은 리마트의 서쪽에 있는 바우센츨리 요새와 하우스 벨뷰(Haus Bellevue)의 부지에 세워진 강 문 및 세관 역인 중세 그렌델토르를 보완했다. 1700년경 제방이 건설된 후 성벽은 본래의 기능을 잃었다. 단단한 지붕이 있는 이 지역은 소금 집으로 사용되었다. 1795년까지 새로운 방파제 건설이 수행되었으며, 코흘레푀르틀리(Kohlepörtli) 문에서 취리히 호수와 리마트강 사이에 물품이 환적되었다. 1830년 붕괴된 잔해는 2015년 3월 도로 공사 때 발견되었다.
1863년에 처음 언급된 이 광장은 1856년 리마트키 1번지에 지어진 호텔 벨뷰(hotel Bellevue)의 이름을 따서 명명되었다.
1937년 10월 중순에 헤르만 헤르터가 설계한 벨뷰-론델(Bellevue-Rondell)이 오래된 역 중앙홀을 대체하기 위해 광장에서 공사 중이었다. 무거운 철제 캐노피가 들리는 동안 호이스트가 부러지고 작업자가 구조물과 함께 땅에 떨어졌지만, 부상자는 없었다.
공식 이름인 벨뷰플라츠에도 불구하고 지역 주민들은 종종 다스 벨뷰(das Bellevue)라고 부르며, 현재는 대중교통과 도로 교통을 위해 도시에서 가장 중요한 교통 허브 중 하나이다. 키브뤼케 반대편의 뷔르클리 광장과 마찬가지로 벨뷰 광장은 젝셀로이텐 및 기타 공공 축제에 사용되므로 매년 여러 번 교통 운영을 중단해야 한다.

## 재건
벨뷰 광장은 2015년 3월과 10월 25일 사이에 개조되었으며, 2015년 11월에 약간의 수정이 이루어졌다. 이 기간 동안 트램 노선은 6월에서 8월 중순으로 변경되었다. 트램 선로의 가장자리는 방해가 되지 않도록 설계되었으며, 카페 오데온과 키브뤼케 사이의 레미스트라세의 선로가 재배치되어 자전거 도로와 분리되었다. 도로 개보수 작업의 일환으로 벨뷰에서 우토키까지의 횡단보도와 젝셀로이텐 광장에서 우토키까지의 횡단보도에는 시각 장애인이 촉각으로 감지할 수 있는 보호 섬이 제공되었다.

## 같이 보기
- 리마트콰이
- 젝세로이텐 광장